# Die Abenteuer von Super Mario Bros. 3
Die Abenteuer von Super Mario Bros. 3 ist eine US-amerikanische Zeichentrickadaption des gleichnamigen Videospiels, welche ab dem 8. September 1990 erstausgestrahlt wurde. Sie ist der Nachfolger der Super Mario Brothers Super Show, im Anschluss entstand Super Mario Welt. Die deutsche Fassung erschien erst 1997 auf RTL.
| Figur                | Originalsprecher | Deutscher Sprecher |
| -------------------- | ---------------- | ------------------ |
| Mario                | Walker Boone     | Reinhard Brock     |
| Luigi                | Tony Rosato      | Gudo Hoegel        |
| Prinzessin Toadstool | Tracey Moore     | Alexandra Ludwig   |
| Toad                 | John Stocker     | Hans-Rainer Müller |
| König Koopa          | Harvey Atkin     | Willi Röbke        |
| Kooky von Koopa      | Paulina Gillis   | Sandra Schwittau   |
| Cheatsy Koopa        | James Rankin     | Florian Halm       |

Jede Folge besteht aus zwei Geschichten mit jeweils 10 Minuten. Darin versuchen Mario, Luigi, Toad und Prinzessin Toadstool die bösen Pläne von König Koopa und seiner Brut zu vereiteln. Viele Figuren tragen andere Namen als in der Vorlage. So wurde Wendy O. Koopa in der Serie zu Kootie Pie und Ludwig Van Koopa zu Kooky Von Koopa.